# Francisco Durán
Francisco Manuel Durán Váquez (Almargen, 28 april 1988) is een Spaans voetballer. Hij speelt sinds januari 2007 als aanvallende middenvelder bij Liverpool FC.

## Clubvoetbal
Durán speelde tot januari 2007 bij Málaga CF, waarvoor hij in het seizoen 2006/2007 vier wedstrijden in de Segunda División A speelde. Eind januari 2007 vertrok Durán naar het Engelse Liverpool FC vertrok, waar hij een van de vele Spaanse spelers werd die door coach Rafael Benítez naar Liverpool FC was gehaald (wel aangeduid als de Spaanse Armada). Durán begon in het tweede elftal van de club, waar hij al snel een vaste waarde werd. Begin maart 2007 liep Durán in een wedstrijd tussen de reserveteams van Liverpool FC en Middlesbrough FC een kruisbandblessure op, waardoor hij zes maanden niet kon voetballen.